# Історична правда з Вахтангом Кіпіані
Історична правда з Вахтангом Кіпіані — українська щотижнева телепрограма, що виходить з 2013 року (до червня 2019 року транслювалася на телеканалі «ZIK», з 8 вересня 2019 року — на телеканалі «Еспресо»). Ведучий — Вахтанг Кіпіані.

## Про проєкт
Перший випуск телепрограми вийшов 12 березня 2013 року на телеканалі «ZIK» під назвою «ФСБ проти Шухевича. Відповідь з Луб'янки 60 років потому». У студії програми був присутній син Романа Шухевича — Юрій.
Тематика програми охоплює історію України від Київської Русі до незалежності України. Упродовж 2013—2019 років вийшло близько 500 програм, а також декілька циклів програм, зокрема: Хроніка УПА, Корупція в СРСР, Розпад СРСР, Буремні 90-ті, Кати НКВС, Незалежна церква, Президенти.

## Список програм

#### 2013 рік
- ФСБ проти Шухевича. Відповідь з Луб'янки 60 років потому (12 березня 2013 рік)
- Як насправді галичани допомагали Карпатській Україні? (19 березня 2013 рік)
- Чому у Львові Дмитра Донцова називали «ловеласом»? (2 квітня 2013 рік)
- Що історики називають "найбільшою таємницею СРСР? (9 квітня 2013 рік)
- 101 рік тому, 1912 року відбулася перша «пластова» присяга (16 квітня 2013 рік)
- Чи правильно зробили герб для Януковича? (23 квітня 2013 рік)
- Якою має бути молодь: патріотичною чи сучасною? (30 квітня 2013 рік)
- Чому радянські спецслужби фізично знищували емігрантів з України (14 травня 2013 рік)
- Українська Конституція відзначила свій 17-ий день народження [Архівовано 30 жовтня 2020 у Wayback Machine.] (2 липня 2013 рік)
- Корені, причини і витоки конфлікту між українцями і поляками на Волині [Архівовано 24 жовтня 2020 у Wayback Machine.] (9 липня 2013 рік)
- Як Вермахт і Червона армія зустрілись у бою на вулицях Львова [Архівовано 16 жовтня 2020 у Wayback Machine.] (3 вересня 2013 рік)
- Гість програми — професор історії Богдан Гудь (1 жовтня 2013 рік)
- Хто ж насправді створював УПА? (15 жовтня 2013 рік)
- Про видатного політика та революціонера Нестора Махна [Архівовано 30 червня 2020 у Wayback Machine.] (22 жовтня 2013)
- Про реакцію поляків Львова на проголошення ЗУНР [Архівовано 10 березня 2014 у Wayback Machine.] (29 жовтня 2013)
- [./Https://www.youtube.com/watch%3Fv%3Dukx%204eNObjQ Більшовицький переворот та Галичина] (9 листопада 2013 рік)
- Наполеон на Волині? [Архівовано 7 березня 2014 у Wayback Machine.] (16 листопада 2013 рік)
- Галицька еміграція [Архівовано 11 березня 2014 у Wayback Machine.] (23 листопада 2013 рік)
- Тіні голодомору (30 листопада 2013)
- Товариство Лева — з чого все починалося? [Архівовано 18 лютого 2014 у Wayback Machine.] (14 грудня 2013 рік)
- Остання поїздка додому [Архівовано 8 квітня 2014 у Wayback Machine.] (21 грудня 2013 рік)

#### 2014 рік
- Карпатська державність (16 березня 2014 рік)
- Історія синьо-жовтого пропора (23 березня 2014 рік)
- Як Росія перегнула палку? (30 березня 2014 рік)
- Як УГКЦ виходила з підпілля? (6 квітня 2014 рік)
- Трагедія кримських татар (13 квітня 2014 рік)
- Рятуючи Великдень (20 квітня 2014 рік)
- Унікальний фільм «СУМ в Америці» (27 квітня 2014 рік)
- Парад чи скорбота? (4 травня 2014 рік)
- Чеченський сценарій в Україні (11 травня 2014 рік)
- Сухий закон 1985 року (18 травня 2014 рік)
- Євген Коновалець: унікальні факти (26 травня 2014 рік)
- Виживання в таборах (1 червня 2014 рік)
- Двері Лемківщини (8 червня 2014 рік)
- Знищені системою (15 червня 2014 рік)
- Як починалась війна? (22 червня 2014 рік)
- Пригоди Конституції (29 червня 2014 рік)
- Постріл, що розпочав війну (6 липня 2014 рік)
- Як рятували мову? (13 липня 2014 рік)
- Шалом, повстанці! (20 липня 2014 рік)
- Бродівський котел (27 липня 2014 рік)
- Унікальні спогади українців у Росії (24 серпня 2014 рік)
- Навчання як досягнення (31 серпня 2014 рік)
- Українська кров (11 вересня 2014 рік)
- Кривавий вересень 1939-го (18 вересня 2014 рік)
- Українське слово Котляревського (21 вересня 2014 рік)
- Історія непростого радіо (28 вересня 2014 рік)
- Анафема Мазепи (5 жовтня 2014 рік)
- ОУН і УПА — проти алкоголю та тютюну (12 жовтня 2014 рік)
- Розстріли у Бабиному Яру (19 жовтня 2014 рік)
- Футбол як рушійна сила проголошення незалежності (2 листопада 2014 рік)
- Протестанти в Україні: за що вони? (9 листопада 2014 рік)
- Таємниці листування (16 листопада 2014 рік)
- Історія боротьби за права людини (7 грудня 2014 рік)
- Українці у Першій світовій війні (14 грудня 2014 рік)
- Таємниці Тустані (21 грудня 2014 рік)
- Боротьба за Шевченка (28 грудня 2014 рік)

#### 2015 рік
- Чи існували в Україні полювання на відьом? (5 лютого 2015 рік)
- УНСОвці у війнах з Росією (12 лютого 2015 рік)
- Рятуючи мову (19 лютого 2015 рік)
- День ганьби росіян (26 лютого 2015 рік)
- Імперія наносить удар (5 березня 2015 рік)
- Троянський Крим (12 березня 2015 рік)
- Феномен Олени Теліги (19 березня 2015 рік)
- Давня Україна. Погляд Європи (26 березня 2015 рік)
- Ким були майстри, які надавали неповторного обличчя Львову (2 квітня 2015 рік)
- Львівські концтабори (9 квітня 2015 рік)
- Українські «шістдесятники». Ціна мистецтва (234 квітня 2015 рік)
- Українці в арміях світу (7 травня 2015 рік)
- Дослідження космосу по-українськи (21 травня 2015 рік)
- Таємниці українських остарбайтерів (28 травня 2015 рік)
- Загрозливе перейменування (4 червня 2015 рік)
- Не братня Росія (14 червня 2015 рік)
- Де народився Володимир Великий? (18 червня 2015 рік)
- Галицькі русофіли (25 червня 2015 рік)
- Митрополит Шептицький і політика (2 липня 2015 рік)
- Таємниці кримінального минулого Львова (9 липня 2015 рік)
- Таємниці Марії Заньковецької (13 серпня 2015 рік)
- Викинуті з рідного дому. Яворівський полігон (20 серпня 2015)
- Волинська трагедія — український погляд (27 серпня 2015 рік)
- Резонансні вбивства. Гія Гонгадзе (3 вересня 2015 рік)
- Резонансні вбивства. Стус (10 березня 2015 рік)
- Резонансні вбивства. Симоненко (17 вересня 2015 рік)
- Резонансні вбивства. Майлов (17 вересня 2015 рік)
- Резонансні вбивства. Щербань (24 вересня 2015 рік)
- Особливості спорту під час війни та окупації (8 жовтня 2015 рік)
- Кремлівське творіння на Галичині (15 жовтня 2015 рік)
- Патріархат УГКЦ (22 жовтня 2015 рік)
- Каральна психіатрія (26 листопада 2015 рік)
- Розстріляне відродження (10 грудня 2015 рік)
- Українське кіно (17 грудня 2015 рік)
- Як зароджувалася компартія в Україні? (24 грудня 2015 рік)
- Дід Мороз (31 грудня 2015 рік)

#### 2016 рік
- Родинні традиції Франків (14 січня 2016 рік)
- Мистецтво середньовіччя та епохи раннього модерну (21 січня 2016 рік)
- Українсько-турецькі договори за часів Козаччини (28 січня 2016 рік)
- Граф Скарбек (7 лютого 2016 рік)
- Цукрові магнати Терещенки (14 лютого 2016 рік)
- Благодійники ОУН і УПА (21 лютого 2016 рік)
- Перші українські феміністки (6 березня 2016 рік)
- Таємниці Пінзеля (13 березня 2016 рік)
- Українська гривня (20 березня 2016 рік)
- Срібна земля (9 квітня 2016 рік)
- «Золотий вересень» (16 квітня 2016 рік)
- Українські відкривачі Канади (4 травня 2016)
- Шахи (7 травня 2016 рік)
- Радянська пропаганда (14 травня 2016 рік)
- Дітозгубництво (15 травня 2016 рік)
- Корупція в Київській Русі (23 жовтня 2016 рік)
- Корупція по-козацьки (30 жовтня 2016 рік)
- Корупція в Російській імперії (6 листопада 2016 рік)
- Найгучніші корупційні скандали в Австро-Угорщині (13 листопада 2016 рік)
- Корупція в СРСР. Частина 1 (20 листопада 2016 рік)
- Корупція в СРСР. Частина 2 (27 листопада 2016 рік)
- Корупція в незалежній Україні (4 грудня 2016 рік)
- Всеукраїнський референдум 1991 року (11 грудня 2016 рік)
- Дисиденти (18 грудня 2016 рік)
- Українське Різдво (25 грудня 2016 рік)

#### 2017 рік
- Розпад СРСР. Армія (18 березня 2017 рік)
- Розпад СРСР. Промисловість (26 березня 2017)
- Розпад СРСР Освіта (1 квітня 2017)
- Розпад СРСР. Екологія (8 квітня 2017 рік)
- Розпад СРСР. Культура (15 квітня 2017 рік)
- Розпад СРСР. Економіка (22 квітня 2017 рік)
- Таємниці Лук'янівської в'язниці (29 квітня 2017 рік)
- Друга світова. Ціна перемоги (6 травня 2017 рік)
- Хто розпочав війну? (13 травня 2017 рік) [Архівовано 8 травня 2022 у Wayback Machine.] випр.
- Досвід закордонних дисидентів (20 травня 2017 рік)
- Справа Ніла Хасевича (27 травня 2017 рік)
- Центральна Рада (3 червня 2017 рік)
- Чи все «руське» російське? (10 червня 2017 рік)
- Радикальні методи національної боротьби (17 червня 2017 рік)
- ТОП-5 заборон української мови. Українізація (24 червня 2017 рік)
- Конституція: як приймали Основний Закон? (1 липня 2017 рік)
- Волинська трагедія (8 липня 2017 рік)
- Жінки УПА (15 липня 2017 рік)
- Дивізія «Галичина» (5 серпня 2017 рік)
- Кримські татари. Повернення (12 серпня 2017 рік)
- Хрещення Русі. Володимир Великий (19 серпня 2017 рік)
- Як змінилась Україна за роки Незалежності (24 серпня 2017)
- Вибрали бути українцями (27 серпня 2017)
- Національне питання і УПА (2 вересня 2017)
- Плагіат по-радянськи (9 вересня 2017 рік)
- Реформація (16 вересня 2017 рік)
- Гуцульський театр Гната Хоткевича (23 вересня 2017 рік)
- Калинівка: Історія продовжується (30 вересня 2017 рік)
- Бабин Яр (7 жовтня 2017 рік)
- Невідомі герої ОУН і УПА (14 жовтня 2017 рік)
- Імперія і церква (21 жовтня 2017 рік) [Архівовано 8 травня 2022 у Wayback Machine.] випр.
- Петро Болбочан (28 жовтня 2017)
- Дмитро Вітовський (4 листопада 2017 рік)
- Видавець Іван Тиктор (11 листопада 2017 рік)
- Голодомор. Реакція Заходу (18 листопада 2017 рік)
- Рабовласництво в Україні (25 листопада 2017 рік)
- Національний мазохізм (2 грудня 2017 рік)
- Русини Закарпаття (9 грудня 2017 рік)
- Слуги Гіппократа (16 грудня 2017 рік)
- Микола Хвильовий (23 грудня 2017 рік)
- «Хмільні» традиції українців (30 грудня 2017 рік)

#### 2018 рік
- Збережене Різдво (6 січня 2018 рік)
- Справа Василя Стуса (20 січня 2018 рік)
- Жінки в ГУЛАГу (27 січня 2018 рік)
- Українські ліві (3 лютого 2018 рік)
- Ловеласи (10 лютого 2018)
- Володимир Щербицький (17 лютого 2018 рік)
- Втікачі з СРСР (24 лютого 2018 рік) [Архівовано 8 травня 2022 у Wayback Machine.] випр.
- Тарас Шевченко і політика (3 березня 2018)
- Права жінок (10 березня 2018 рік)
- Православ'я на службі КДБ (17 березня 2018 рік) [Архівовано 8 травня 2022 у Wayback Machine.] випр.
- УРСР. Володимир Сосюра (24 березня 2018 рік)
- УРСР. Сергій Корольов (31 березня 2018)
- УРСР. Петро Шелест (7 квітня 2018 рік)
- УРСР. Іван Миколайчук (14 квітня 2018 рік)
- УРСР. Дмитро Павличко (21 квітня 2018 рік)
- Вбивство Столипіна (28 квітня 2018)
- Шептицький: між церквою і політикою (5 травня 2018 рік)
- Український спорт: гра на виживання (12 травня 2018 рік)
- Квітка Цісик (19 травня 2018 рік)
- Діти Івана Франка (26 травня 2018)
- Останні самураї УПА (2 червня 2018)
- Віктор Петров (9 червня 2018 рік)
- Українсько-польські стосунки (16 червня 2018 рік)
- Українські емігранти (23 червня 2018 рік)
- Олімпіада-80 (30 червня 2018)
- УАПЦ. Василь Липківський (7 липня 2018 рік)
- В'ячеслав Липинський (14 липня 2018 рік)
- Валентин Мороз. Голодування політв'язнів (11 серпня 2018 рік)
- Феномен борщу (18 серпня 2018 рік)
- Левко Лук'яненко (26 серпня 2018 рік)
- Радянська кухня (1 вересня 2018 рік)
- Регіональна кухня (8 вересня 2018 рік)
- Президенти. Епоха Леоніда Кравчука (15 вересня)
- Президенти. Епоха Леоніда Кучми (22 вересня 2018 рік)
- Президенти. Епоха Віктора Ющенка (30 вересня 2018 рік)
- Президенти. Епоха Віктора Януковича (6 жовтня 2018 рік)
- Павло Скоропадський (13 жовтня 2018 рік)
- Українська дипломатія (20 жовтня 2018 рік)
- Буремні 90-ті. Контрабанда (28 жовтня 2018)
- Буремні 90-ті. Рекет по-українськи (3 листопада 2018 рік)
- Буремні 90-ті. Правоохоронці (10 листопада 2018 рік)
- Буремні 90-ті. Аферисти (17 листопада 2018 рік)
- Буремні 90-ті. В'язниця (24 листопада 2018)
- Кати НКВС. Вінницька трагедія (1 грудня 2018 рік) [Архівовано 8 травня 2022 у Wayback Machine.] випр.
- Кати НКВС. Биківня (8 грудня 2018 рік) [Архівовано 8 травня 2022 у Wayback Machine.] випр.
- Кати НКВС (15 грудня 2018) [Архівовано 8 травня 2022 у Wayback Machine.] випр.
- Український Гарвард (22 грудня 2018 рік)
- Дисидентки. Оксана Мешко (30 грудня 2018)

#### 2019 рік
- Єврейські містечка (19 січня 2019 рік)
- Акт Злуки (26 січня 2019 рік)
- Іван Багряний (3 лютого 2019)
- Процес Спілки Визволення України (10 лютого 2019 рік)
- Павло Юзик (17 лютого 2019 рік)
- Незалежна церква. Московський патріархат (24 лютого 2019 рік)
- Незалежна церква. Відновлення автокефалії (2 березня 2019 рік)
- Незалежна церква. Харківський собор (9 березня 2019 рік)
- Карпатська Україна (16 березня 2019 рік)
- Микола Аркас (23 березня 2019 рік)
- Українська латинка (30 березня 2019 рік)
- Дмитро Яворницький (6 квітня 2019 рік)
- Гуцульська республіка (13 квітня 2019 рік)
- Юрій Смолич. Радянські донощики (20 квітня 2019 рік)
- Подружжя Ребетів. Націоналістичні шлюби (27 квітня 2019 рік)
- Климентій Шептицький (4 травня 2019 рік)
- Рената Богданська (11 травня 2019 рік)
- Муса Мамут: боротьба за повернення (18 травня 2019 рік)
- Міністерство єврейських справ (25 травня 2019 рік)
- Українська не російська (1 червня 2019 рік)
- Братовбивство в ОУН (8 червня 2019 рік)
- Марія Примаченко. Чорнобиль (15 червня 2019 рік) [Архівовано 8 травня 2022 у Wayback Machine.] випр.
- Отамани революції — Роман Коваль, Володимир Щербатюк (8 вересня 2019)
- Українське військо 100 років тому — Павло Гай-Нижник, Андрій Руккас (15 вересня 2019)
- Українська держава 100 років тому — Владислав Верстюк, Віталій Скальський (22 вересня 2019)
- Українська ідентичність 100 років тому — Ігор Гирич, Геннадій Єфіменко (29 вересня 2019)
- Спроба анексії Криму у 90-х — Микола Поровський, Володимир Казарін (6 жовтня 2019)
- Феномен УПА — Станіслав Кульчицький, Володимир В'ятрович (13 жовтня 2019)
- Міфи Русского міра — Олександр Зінченко, Владислав Гриневич (27 жовтня 2019)
- Російські чорносотенці і Україна — Володимир Любченко, Ольга Мартинюк (3 листопада 2019)
- Колаборанти Русского міра — Олександр Лисенко, Іван Дерейко (10 листопада 2019)
- Політтехнології Русского міра — Лариса Якубова, Володимир Головко (17 листопада 2019)
- Травми Голодомору — Ніна Лапчинська, Віталій Огієнко (24 листопада 2019)
- Українці в концтаборах Третього Рейху — Ігор Бігун, Володимир Кримінський (1 грудня 2019)
- «Енеїда» Котляревського — Діана Клочко, Роман Веретельник (8 грудня 2019)
- Смолоскипи. Ті, що згоріли заради свободи — Радомир Мокрик, Олег Бажан (15 грудня 2019)
- Микола Лукаш. Літератори під тиском КГБ — Михайло Слабошпицький, Олена Лодзинська (22 грудня 2019)
- Холодна війна і Україна [Архівовано 1 січня 2020 у Wayback Machine.] — Леонід Кравчук, Богдан Нагайло (29 грудня 2019)

## Ведучий
Незмінним ведучим й автором телепрограми є Вахтанг Кіпіані — український журналіст, історик і публіцист.

## Зміна каналу
14 червня 2019 року стало відомо, що Тарас Козак, народний депутат від фракції «Опозиційний блок» та соратник Віктора Медведчука, став новим власником телевізійних мовників телеканалу ZIK — компаній «Міст ТБ» і ТРК «Нові комунікації». Саме тому Вахтанг Кіпіані оголосив на своїй сторінці у Facebook, що закриває проєкт і йде з каналу. 
Дорогою на презентацію книги «Справа Василя Стуса» дізнався новину, що адвокат Стуса Медведчук купив телеканал, на якому понад 6 років виходила програма Історична правда-ZIK. Ми зробили близько 500 випусків. Як автор і ведучий програми повідомляю, що передача закривається. Медведчук — це ворог моєї країни, вбивця і минулого, і майбутнього.
Відомо також, що після цього 10 каналів і продакшенів запропонували Вахтангові Кіпіані випускати проєкт на своїх каналах. За його словами, першим це запропонував Микола Княжицький, колишній власник «Еспресо». У вересні 2019 року стало відомо, що таким каналом стане «Еспресо», на якому телепрограма виходить щонеділі.

## Нагороди та відзнаки
Телепрограма здобула декілька нагород:
- У лютому 2014 року Вахтанг Кіпіані переміг у номінації «Ведучий/ведуча програми будь-якого формату — регіон» у Національній телевізійній премії «Телетріумф» за роботу над єдиним в Україні історичним тележурналом «Історична правда».
- 25 травня 2018 року на щорічному журналістському конкурсі «Честь професії» програма «Радикальні методи національної боротьби. Український тероризм» Тетяни Кузьмінчук потрапила у фінал (номінація «Найкраще подання складної теми»)